# Sello diafragma

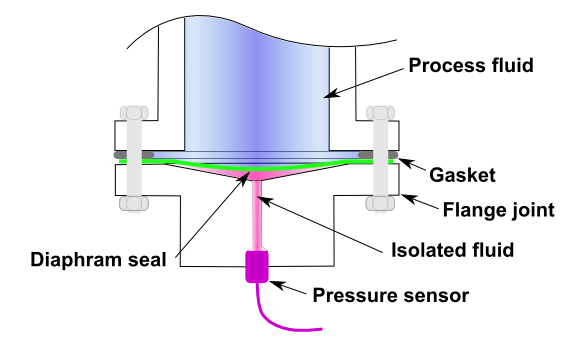
Ejemplo de un sello de diafragma (en color verde) utilizado para proteger un sensor de presión.

Un sello diafragma es una membrana flexible que sella y aísla un recinto. La naturaleza flexible de este sello permite que el efecto de la presión atraviese la barrera pero no el material que es contenido.
Los sellos diafragma suelen ser utilizados para proteger sensores de presión de los fluidos cuya presión se desea medir.

## Materiales
Dado que los sellos diafragma precisan ser sumamente flexibles, por lo general se utilizan elastómeros, tales como una amplia variedad de gomas de características generales o especiales. 

## Usos
Los sellos diafragma (también denominados sellos químicos) son también utilizados para proteger al fluido del proceso del sensor de presión. Algunos ejemplos de este uso son:
- Procesos sanitarios (alimentos, farmacéuticos, etc.) donde si se permite que el fluido del proceso se acumule en la toma de presión del sensor podría degradar la pureza del fluido (por ejemplo, si algo de leche penetrara en la toma de presión del sensor y luego se pudriera)
- Fluidos de procesos muy puros, en los que la superficie metálica del sensor de presión podría contaminar el fluido (por ejemplo, los iones de cobre de bronce migrando hacia agua ultrapura.)
- Sistemas neumáticos en los que se deben evitar pequeñas fluctuaciones de presión, tales como aquellos que controlan cojinetes de aire.

## Falla del sello
Los sellos de diafragma son susceptible de falla mediante diversos mecanismos, incluido cracking. El cracking por ozono puede ocurrir en varios de los elastómeros que se utilizan en sistemas neumáticos. Si el gas contamina el suministro de aire, entonces muchos diafragmas de goma corren el riesgo de sufrir dicho problema.